# Mont Juliet
Mont Juliet (Mount Juliet en anglais, aussi connue sous le nom de Mt. Juliet) est une ville située dans le comté de Wilson dans l'État du Tennessee aux États-Unis. Mont Juliet est située dans la banlieue de Nashville, approximativement à 27 kilomètres à l'est du centre-ville de Nashville. La ville se situe entre deux importants axes routiers est-ouest : l'Interstate 40 et la U.S. Route 70.
Selon le recensement spécial de 2015, la ville a une population totale de 28 156 habitants. En 2010, la population s'élevait à 24 548 habitants. Mont Juliet est la ville la plus peuplée du comté de Wilson.
Les couleurs officielles de la ville sont les mêmes que celles du lycée : noir et or.

## Histoire
Mont Juliet fut formée en 1835 et constitue une municipalité depuis 1972,. D'après la Chambre de Commerce de Mont Juliet, l'origine du nom de la ville a deux explications possibles. L'une des théories est que la ville fut nommée d'après Julie Gleaves, une personne renommée pour prendre soin de ceux dans le besoin. En revanche, l'explication la plus largement acceptée est que Mont Juliet fut nommée d'après le domaine de Mont Juliet (en), un manoir dans le Comté de Kilkenny en Irlande. C'est la seule ville aux États-Unis avec ce nom.

## Géographie

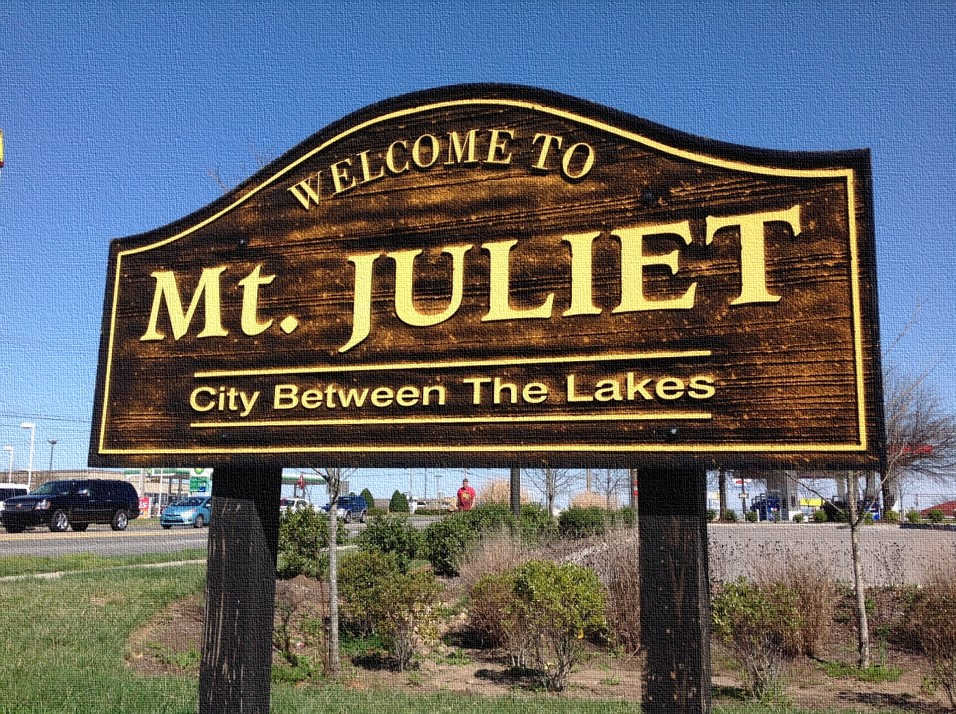
Panneau sur la Mt. Juliet Road (Highway 171) indiquant l'entrée dans la ville aux conducteurs

Mont Juliet est localisée aux coordonnées géographiques 36°12'10" Nord, 86°30'49" Ouest (36.202654, −86.513583).
Selon le Bureau du recensement des États-Unis, la ville a une superficie de 43 km2, dont 42 km2 de terre et 0,78 km2 d'eau. La superficie en eau représente 1,99 % de la superficie totale. De récentes annexions le long du côté est de la South Rutland Road ainsi qu'un échange de territoire avec la ville de Lebanon dans le cadre du projet Bel Air at Beckwith (quart sud-est au niveau de l'échangeur entre l'Interstate 40 et de Beckwith Road) ont fait augmenter la superficie de la municipalité à 56,4 km2.
La devise officielle de Mont Juliet est The City Between the Lakes (La Ville entre les Lacs en français) en référence à la proximité de la ville avec le Old Hickory Lake (en) (sur la Cumberland) au nord et le Percy Priest Lake (en) (sur la Stones River (en)) au sud, les deux étant des réservoirs artificiels.

## Démographie
Selon le recensement de 2000, 12 366 individus, 4 341 foyers et 3 576 familles résidaient dans la ville. La densité de population s'élevait à 293,8 hab/km2. Il y avait 4 673 logements avec une densité moyenne de 111 logements au km2. La composition raciale de la ville était dominée par les Caucasiens (93,86 %). Parmi les autres races composant la population de la ville, il y avait 3,93 % d'Afro-Américains, 0,39 % d'Amérindiens, 0,52 % d'Asiatiques et 0,01 % d'Océano-Américains. Il y avait également 0,29 % d'autres races et 1,00 % d'individus se rattachant à deux races ou plus. 1,17 % de la population était Hispanique et Latino-Américaine, toutes races confondues.

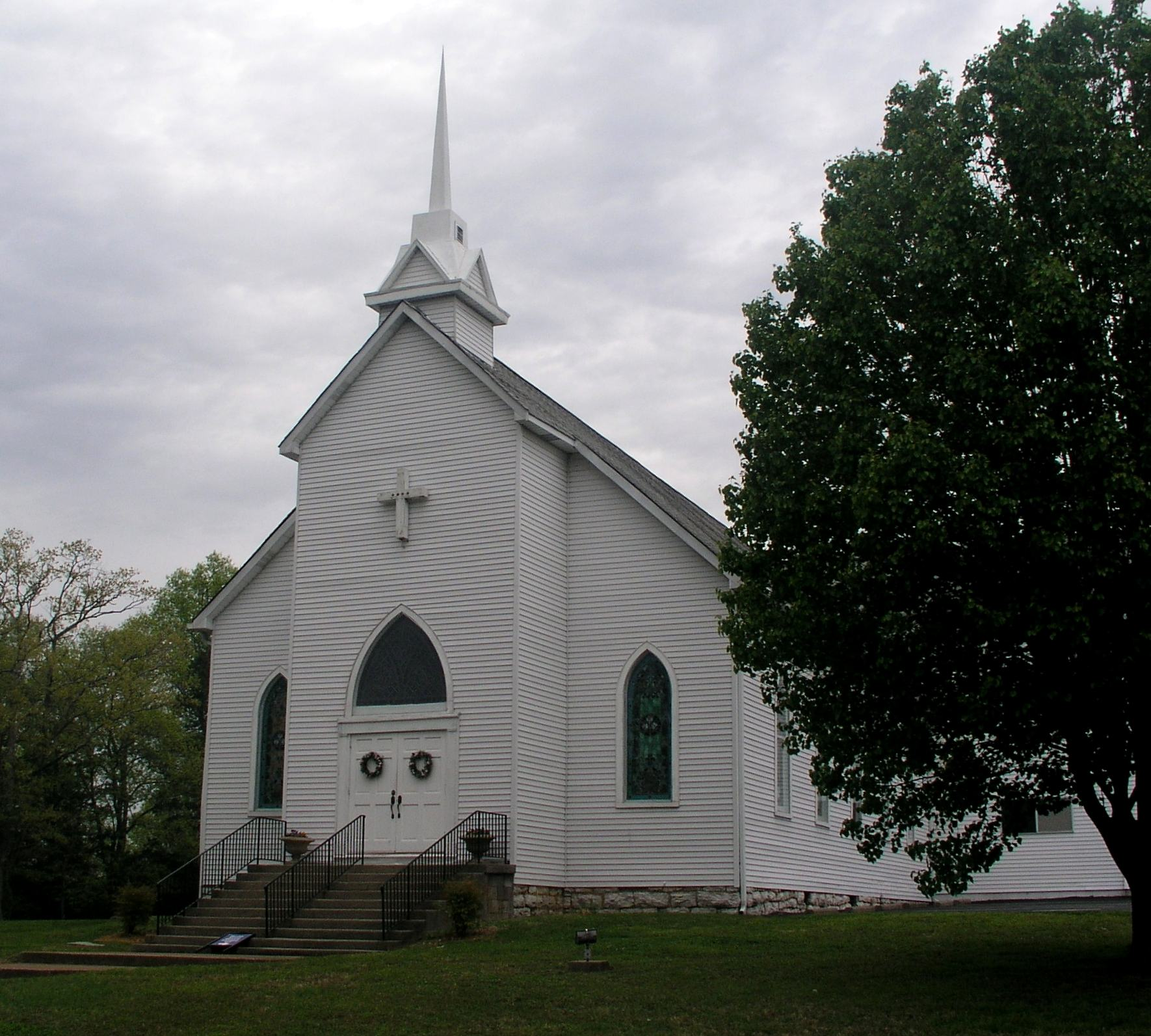
Datant du milieu du XVIIIe siècle, l'église méthodiste unie Cook est l'une des plus anciennes de Mont Juliet.

Toujours selon le recensement de 2000, il y avait 4 341 foyers dont 46 % vivant avec leurs enfants de moins de 18 ans. 67,3 % étaient des couples mariés vivant ensemble, 11,2 % avaient une femme comme chef de famille sans mari présent à la maison, et 17,6 % des foyers ne formaient pas une famille. 13,8 % des foyers étaient composés de personnes seules et 3,3 % de personnes seules âgées de 65 ans ou plus. La taille moyenne d'un foyer était de 2,82 individus et la taille moyenne d'une famille était de 3,12 individus.
La pyramide des âges de la ville s'étalait comme suit : 30,5 % de personnes de moins de 18 ans, 6,5 % de personnes entre 18 et 24 ans, 35,3 % de personnes entre 25 et 44 ans, 21,4 % de personnes entre 45 et 64 ans, et 6,3 % de personnes âgées de 65 ans ou plus. L'âge médian était de 34 ans. Pour 100 femmes, il y avait 95,4 hommes. Pour 100 femmes âgées de 18 ans et plus, il y avait 93,4 hommes.
Le revenu médian annuel d'un foyer de la ville était de 58 600 $ et le revenu médian d'une famille était de 63 065 $. Les hommes avaient un revenu médian annuel de 43 732 $ contre 28 515 $ pour les femmes. Le revenu annuel par habitant de la ville était de 22 567 $. 2,4 % de la population et 1,7 % des familles vivaient sous le seuil de pauvreté. 3,2 % des moins de 18 ans et 4,0 % des 65 ans et pls vivaient sous le seuil de pauvreté.
La ville de Mont Juliet affirme régulièrement être « la ville qui se développe le plus rapidement dans le Tennessee » et c'est effectivement le cas si l'on prend en compte la croissance des villes du Tennessee de plus de 10 000 habitants sur la période 1980-2000. Cependant, ces dernières années, La Vergne dans le comté de Rutherford et Spring Hill dans le comté de Williamson se sont développées plus rapidement que Mont Juliet. Mont Juliet reste cependant parmi les villes de Tennessee qui se développent le plus rapidement.

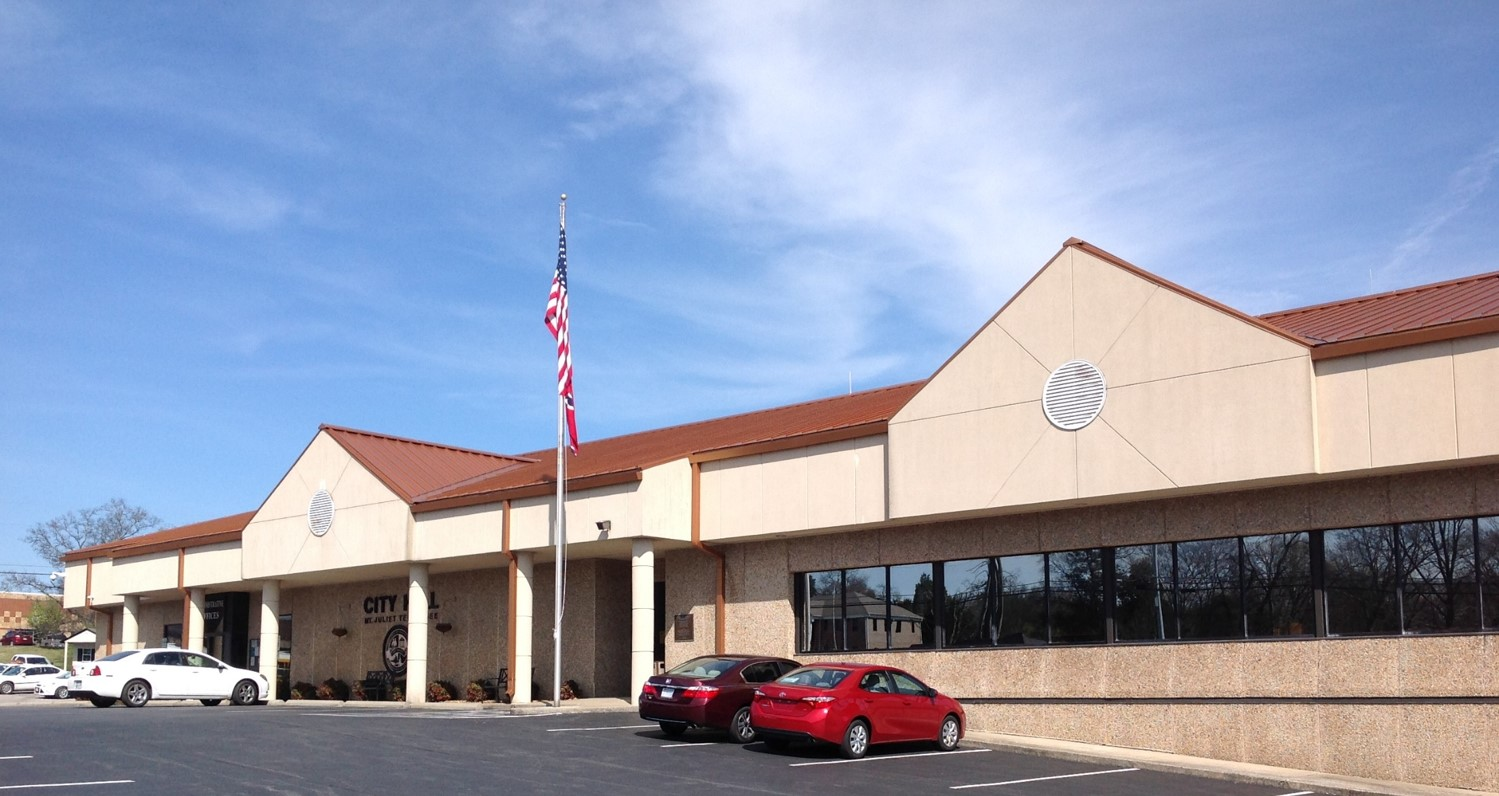
La mairie de Mont Juliet, sur Mt. Juliet Rd.

## Gouvernance et politique
Mont Juliet a été incorporée en tant que municipalité en 1972 et fonctionne sur le modèle d'un gouvernement à gérance municipale. La ville a cinq dirigeants élus : quatre délégués (Ray Justice, James Maness, Art Giles and Brian Abston - un délégué élu par district, la ville étant découpée en 4 districts ) et un maire (Ed Hagerty) élu par les habitants de toute la ville et qui occupe le poste de président de la commission de la ville. Les élus de la ville, le maire y compris, ne sont pas employés à plein temps. La commission sélectionne et nomme un gérant municipal qui est employé à temps plein et qui s'occupe des affaires courantes de la ville. La durée du mandat de tous les élus de la ville est de 4 ans.
Mont Juliet est actuellement la ville d'ancrage pour le district 57 de la Chambre des représentants du Tennessee et pour le district 17 du Sénat du Tennessee. Depuis 2012, Mont Juliet fait désormais partie du sixième district congressionnel du Tennessee après plusieurs années au sein du cinquième district congressionnel du Tennessee.

## Éducation

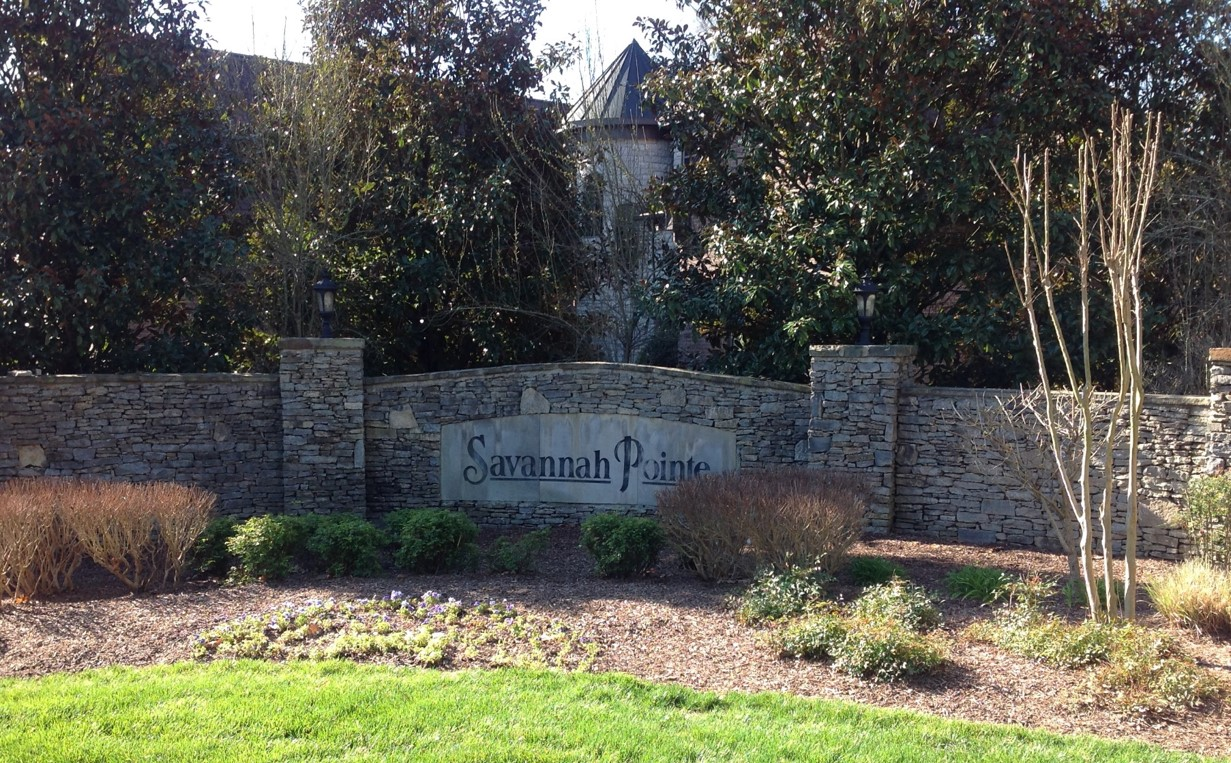
Savannah Pointe Subdivision

Les écoles de Mont Juliet sont gérées par le secteur scolaire du comté de Wilson.
Le système scolaire de la région de Mont Juliet est considéré comme l'un des meilleurs du Tennessee.

## Source
- (en) Cet article est partiellement ou en totalité issu de l’article de Wikipédia en anglais intitulé « Mount Juliet, Tennessee » (voir la liste des auteurs).